# Hugh J. Grant
Hugh John Grant, född 10 september 1858 i New York, död 3 november 1910 i New York, var en amerikansk politiker (demokrat). Han var New Yorks borgmästare 1889–1892.
I borgmästarvalet 1894 försökte han sig på comeback men besegrades av republikanen William Lafayette Strong trots att Grant fortsättningsvis åtnjöt stöd av den mäktiga organisationen Tammany Hall.